# LEAG Energie Stadion
Das Stadion der Freundschaft (niedersorbisch Stadion pśijaśelstwa), seit Dezember 2023 durch Namenssponsoring LEAG Energie Stadion, ist ein Fußballstadion in der brandenburgischen Stadt Cottbus, in dem Energie Cottbus seine Heimspiele austrägt. Das Stadion befindet sich etwa zwei Kilometer vom Stadtzentrum entfernt im Eliaspark im Stadtteil Sandow und liegt direkt an der Spree. Zum Stadiongelände gehören neben der Geschäftsstelle des FC Energie Cottbus auch eine Turnhalle und ein Trainingsplatz mit Rasenheizung im nahegelegenen Eliaspark. Ein weiterer Platz befindet sich in der Parzellenstraße.

## Geschichte
Das Stadion der Freundschaft wurde im Frühjahr 1930 eingeweiht. Bereits im August 1930 wurden durch den Bau neuer Umkleidehallen Verbesserungen vorgenommen. Die sportliche Einweihung folgte im September 1930. Erst Ende der 1960er Jahre wurde die Spielstätte Heimat der BSG Energie Cottbus. Die Mannschaft hatte bis dahin ihre Heimspiele im Stadion der Eisenbahner und im Max-Reimann-Stadion ausgetragen. Das Stadion der Freundschaft fasste zur damaligen Zeit 15.000 Zuschauer. 1983 begann der Umbau der Stehtraversen und bot somit 1985 bereits 18.000 Personen Platz. Im August 1988 konnte erstmals die neue Haupttribüne benutzt werden.
Am 15. April 1997 wurde die 1.800 Lux starke Flutlichtanlage eingeweiht. Nach dem Aufstieg in die 2. Fußball-Bundesliga mussten die DFB-Normen für den Bundesliga-Fußball erfüllt werden. So wurden die Traversen befestigt, die Zäune erneuert, ein Teleskop-Tunnel installiert, sowie eine Video-Überwachungsanlage errichtet. Im April 1998 wurde die Modernisierung des Stadions mit dem Bau einer Video-Anzeigetafel in der Südkurve fortgeführt.

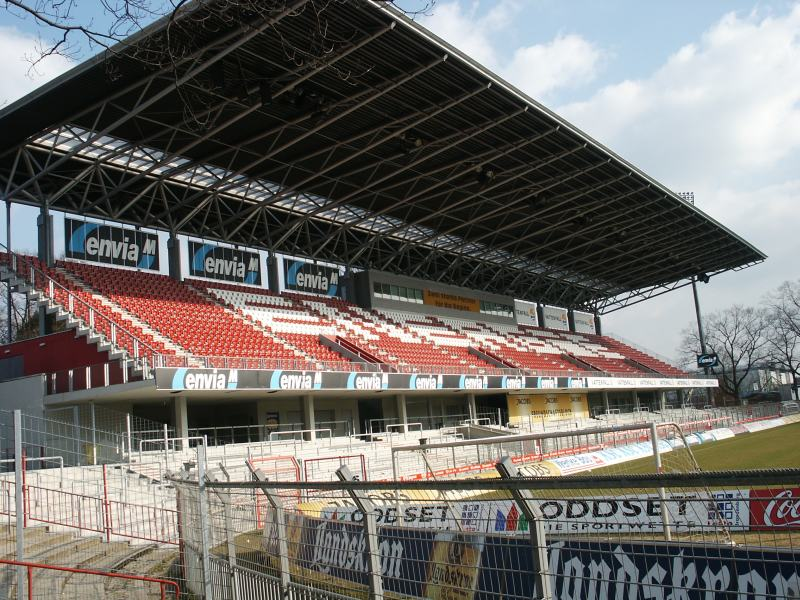
Blick auf die Osttribüne von der damaligen Nordkurve (2004)

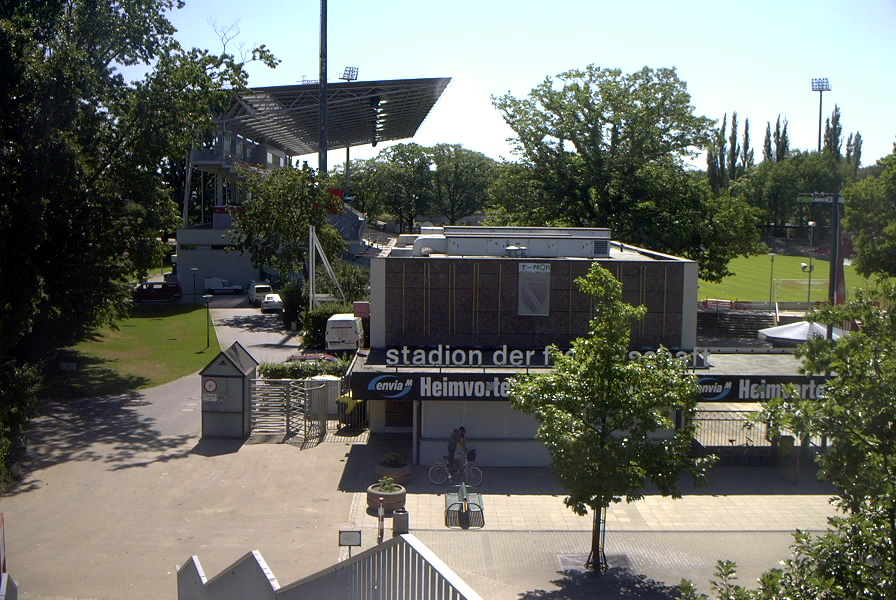
Haupteingang des Stadions vor dem Bau der Nordwand (2003)

Zu Beginn der Saison 2003/04 konnte das bisher größte Bauprojekt, die zweigeschossige Osttribüne, in Betrieb genommen werden. Sie bot 2.760 Sitzplätze im Oberrang, 4.500 Stehplätze im Unterrang, 50 Rollstuhlplätze und ist komplett überdacht.
Im Sommer 2007 wurden die Traversen der Nordkurve verfüllt und bis zum Start der Saison 2007/08 eine überdachte, 8.000 Fans fassende Stahlrohrtribüne errichtet. Im Gegenzug wurde der Unterrang der Osttribüne in einen Sitzplatzbereich umgewandelt, sodass seitdem 9.102 überdachte Sitzplätze im Stadion zur Verfügung stehen. Dadurch erhöhte sich die Kapazität leicht auf 22.746 Plätze. Die Westtribüne erhielt neue Sitze. Erstmals nach dem Umbau war das Stadion am 15. März 2008 bei der Begegnung von Energie Cottbus gegen FC Bayern München (2:0) ausverkauft. Zu Beginn des Jahres 2008 wurde der V.I.P.-Bereich auf der Westtribüne durch einen Anbau um 140 m² erweitert.
Zwischen dem Ende der Saison 2007/08 und dem Beginn der Saison 2008/09 wurde die Südtribüne des Stadions umgebaut. Es handelt sich dabei wie auch beim Ausbau der Nordtribüne um eine Stahlrohrkonstruktion. Dadurch wurde auch die letzte Kurve im Stadion der Freundschaft geschlossen. Auf der neuen Tribüne entstanden Steh- und Sitzplätze für insgesamt 5.559 Zuschauer. Die Gesamtkapazität sank durch die Steigerung der Sitzplätze damit um 218 Plätze auf nun 22.528 Zuschauer.
Zum 1. Juli 2011 erwarb der FC Energie Cottbus die Eigentumsrechte am Stadion, wofür der Verein der Stadt Cottbus 1,95 Millionen Euro zahlte und ihr zudem eine prozentuale Beteiligung an einem eventuellen Verkauf der Sponsoringrechte garantierte. Im Dezember 2023 wurde der Energieversorger LEAG Namenssponsor des Stadions, das seitdem den Sponsorennamen LEAG Energie Stadion trägt. Die Sponsoringrechte hält die LEAG zunächst bis 2026.
Im Zuge des angestrebten Aufstiegs des FC Energie Cottbus in die 2. Fußball-Bundesliga wurden umfassende Modernisierungsmaßnahmen am LEAG Energie Stadion erforderlich, um die Lizenzauflagen der Deutschen Fußball Liga (DFL) zu erfüllen. Die DFL bemängelte insbesondere die unzureichende Flutlichtanlage, die mit 800 Lux die geforderten 1.200 Lux nicht erreicht, sowie die fehlende Überdachung der Ecktribünen. Weitere Defizite betrafen zu kleine Auswechselbänke und unzureichende technische Infrastruktur für Medien und Fernsehübertragungen.
Zur Umsetzung der notwendigen Maßnahmen wurde ein Investitionsvolumen von rund 2,6 Millionen Euro veranschlagt. Das Land Brandenburg sagte kurzfristig eine Unterstützung von 500.000 Euro zu und stellte weitere zwei Millionen Euro für die Jahre 2025 und 2026 in Aussicht, vorbehaltlich der Zustimmung des Landtags. Die Stadt Cottbus plant zudem, etwa 500.000 Euro in die Sanierung des stadteigenen Trainingsplatzes zu investieren. Der Verein selbst bringt Eigenmittel und Sponsorengelder in Höhe von rund 400.000 Euro ein.
Die fristgerechte Einreichung der Lizenzunterlagen für die 2. Bundesliga erfolgte am 3. März 2025. Diese beinhalten detaillierte Pläne zur Umsetzung der Modernisierungsmaßnahmen sowie deren Finanzierung.

## Länderspiele
Das Stadion war mehrfach Austragungsort von Fußball-Länderspielen des Deutschen Fußball-Bundes bzw. des Fußballverbands der DDR. Das erste Länderspiel wurde am 21. April 1976 zwischen der DDR und Algerien ausgetragen, das mit einem 5:0 für die DDR endete. Am 21. September 1988 wurde das Spiel der DDR gegen Polen im Stadion der Freundschaft ausgetragen. Für die DDR-Nationalmannschaft spielten damals unter anderem die späteren Bundesliga-Spieler Ulf Kirsten, Andreas Thom, Thomas Doll und Matthias Sammer, die Partie endete mit einem 1:2.
Am 16. November 2004 spielte mit der U21-Nationalmannschaft erstmals eine gesamtdeutsche Mannschaft in Cottbus. Das Spiel gegen Polen (1:1) wurde überschattet von der schweren Verletzung von Christian Müller, der sich einen Schien- und Wadenbeinbruch zugezogen hatte. Am 11. Mai 2006 traf die Fußballnationalmannschaft der Frauen in ihrem letzten Heimspiel der Qualifikation zur WM auf die Auswahl Irlands. Die Partie endete 1:0 für Deutschland. Am 24. März 2011 traten die U20-Nationalmannschaften von Deutschland und Polen im Stadion der Freundschaft gegeneinander an. Die Partie endete vor 2898 Zuschauern mit 1:1 unentschieden. Am 21. September 2013 spielte die deutsche Frauennationalmannschaft im Rahmen der WM-Qualifikation gegen Russland und gewann vor 10.031 Zuschauern mit 9:0.

## DFV-Supercup

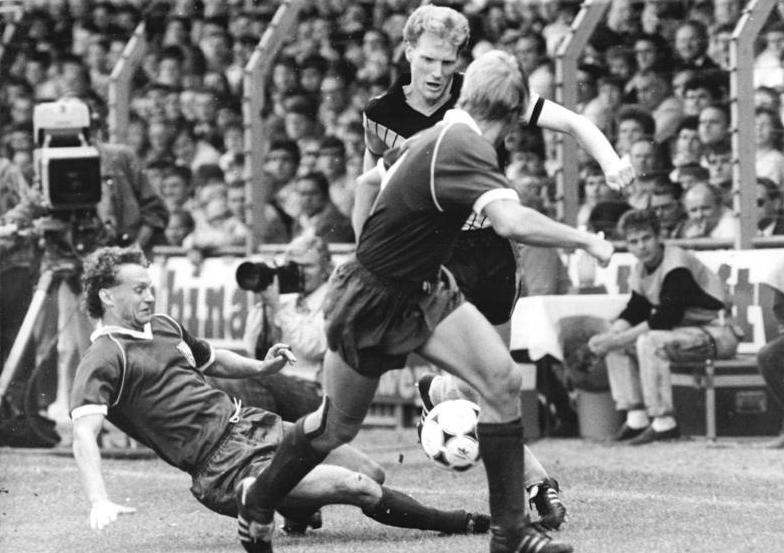
Im DFV-Supercup kämpfen die Berliner Jörg Buder (links) und Marco Köller (vorn) mit Matthias Sammer um den Ball.

Das Stadion war am 5. August 1989 erster und zugleich auch letzter Austragungsort des DFV-Supercups. Bei diesem Wettbewerb traf der DDR-Meister auf den FDGB-Pokalsieger. Das Spiel von BFC Dynamo gegen Dynamo Dresden wurde vor über 22.000 Zuschauern ausgetragen und endete 4:1 für den BFC Dynamo. Torschützen waren u. a. die späteren Bundesligaprofis und -trainer Thomas Doll und Matthias Sammer.

## Zuschauerkapazität
Das Stadion hat derzeit ein Fassungsvermögen von 22.528 Zuschauern. Es bietet 10.949 überdachte Sitzplätze, 7.795 überdachte und 3.630 nicht überdachte Stehplätze sowie 154 Plätze im Rollstuhl-Handicapbereich. Den Gästefans stehen überdachte und unüberdachte Stehplätze in den Blöcken N und O zur Verfügung (1.557 Stehplätze) sowie Sitzplätze im Block S1 (740 Sitzplätze).
Die folgende Tabelle zeigt die Zuschauerzahlen der letzten Jahre.
| Saison  | Gesamt  | Schnitt | Anteil Jahreskarten | Liga                 |
| ------- | ------- | ------- | ------------------- | -------------------- |
| 1998/99 | 129.080 | 07.593  | .0799               | 2. Bundesliga        |
| 1999/00 | 180.246 | 10.603  | .0877               | 2. Bundesliga        |
| 2000/01 | 280.564 | 16.504  | 7.440               | 1. Bundesliga        |
| 2001/02 | 282.812 | 16.636  | 4.563               | 1. Bundesliga        |
| 2002/03 | 223.669 | 13.157  | 6.987               | 1. Bundesliga        |
| 2003/04 | 191.760 | 11.985  | 2.600               | 2. Bundesliga        |
| 2004/05 | 171.950 | 10.115  | 3.172               | 2. Bundesliga        |
| 2005/06 | 188.765 | 11.104  | n. bek.             | 2. Bundesliga        |
| 2006/07 | 270.496 | 15.912  | n. bek.             | 1. Bundesliga        |
| 2007/08 | 279.427 | 16.437  | 6.250               | 1. Bundesliga        |
| 2008/09 | 284.105 | 16.712  | 6.750               | 1. Bundesliga        |
| 2009/10 | 183.355 | 10.786  | ca. 4.000           | 2. Bundesliga        |
| 2010/11 | 193.932 | 11.408  | n. bek.             | 2. Bundesliga        |
| 2011/12 | 191.627 | 11.272  | n. bek.             | 2. Bundesliga        |
| 2012/13 | 176.895 | 10.406  | n. bek.             | 2. Bundesliga        |
| 2013/14 | 164.666 | 09.686  | n. bek.             | 2. Bundesliga        |
| 2014/15 | 143.161 | 07.535  | n. bek.             | 3. Liga              |
| 2015/16 | 147.915 | 07.785  | n. bek.             | 3. Liga              |
| 2016/17 | 092.415 | 05.436  | n. bek.             | Regionalliga Nordost |
| 2017/18 | 089.478 | 05.263  | n. bek.             | Regionalliga Nordost |
| 2018/19 | 139.966 | 07.367  | 02.500              | 3. Liga              |
| 2019/20 | 074.643 | 06.220  | n. bek.             | Regionalliga Nordost |
| 2020/21 | 007.944 | 01.135  | n. bek.             | Regionalliga Nordost |
| 2021/22 | 078.480 | 04.131  | n. bek.             | Regionalliga Nordost |
| 2022/23 | 102.428 | 06.025  | n. bek.             | Regionalliga Nordost |
| 2023/24 | 139.618 | 08.213  | n. bek.             | Regionalliga Nordost |